# 싸이언 프리스타일
싸이언 프리스타일(CYON Freestyle)은 LG전자가 2010년 6월 13일에 출시한 휴대 전화이다. MP3 플레이어 제조업체인 아이리버와 공동으로 개발하였으며, 음악 감상에 특화된 기능으로 주목을 받아 2010년 8월까지 10만대가 팔려나갔다.